# Бой в бухте Самана
Бой в бухте Самана или Бой 18 октября 1782 года (англ. Action of 18 October 1782) — бой англичан и французов на море во время Войны за независимость США.
В октябре 1782 года завершились основные военно-морские операции в Вест-Индии. Французский флот сохранил в регионе лишь два линейных корабля и несколько фрегатов, дислоцированных в колонии Сан-Доминго. Французские корабли «Сципион» и «Сибилла» захватили большой конвой у восточного побережья Сан-Доминго. 17 октября, когда они возвращались в свой порт приписки, то были замечены двумя британскими линейными кораблями.
Британские линейные корабли, 98-пушечный HMS London (капитан Кемпторн, англ. James Kempthorne) и 74-пушечный HMS Torbay, погнались за французским 74-пушечным «Сципионом» (капитан де Гримуар, фр. Nicolas Henri de Grimouard) и фрегатом фрегата «Сибилла» (40 пушек). В 20:30 «Лондон» атаковал «Сципион». «Сибилла» держалась на безопасном расстоянии, так как из-за меньшего вооружения и конструкции у нее не было шансов в артиллерийской дуэли с линейным кораблем, но затем вступила в бой.
Удачным маневром «Сципион» занял позицию для продольного залпа, которым повредил и обездвижил неповоротливый «Лондон». В результате «Сципион» смог сбежать. Британцы исправили повреждения и возобновили погоню.
На рассвете следующего дня преследуемый «Сципион» потерпел крушение, наскочив на подводную скалу в бухте Самана, на восточном побережье Эспаньолы. «Сибилла», которая не вошла в бухту и не могла надеяться спасти «Сципион», сражаясь с двумя британскими кораблями, взяла курс на Кап-Франсэ и вошла туда.